# Монастир Санта-Каталіна-де-Сієна (Арекіпа)
16°23′42″ пд. ш. 71°32′12″ зх. д. / 16.395° пд. ш. 71.536666666667° зх. д.

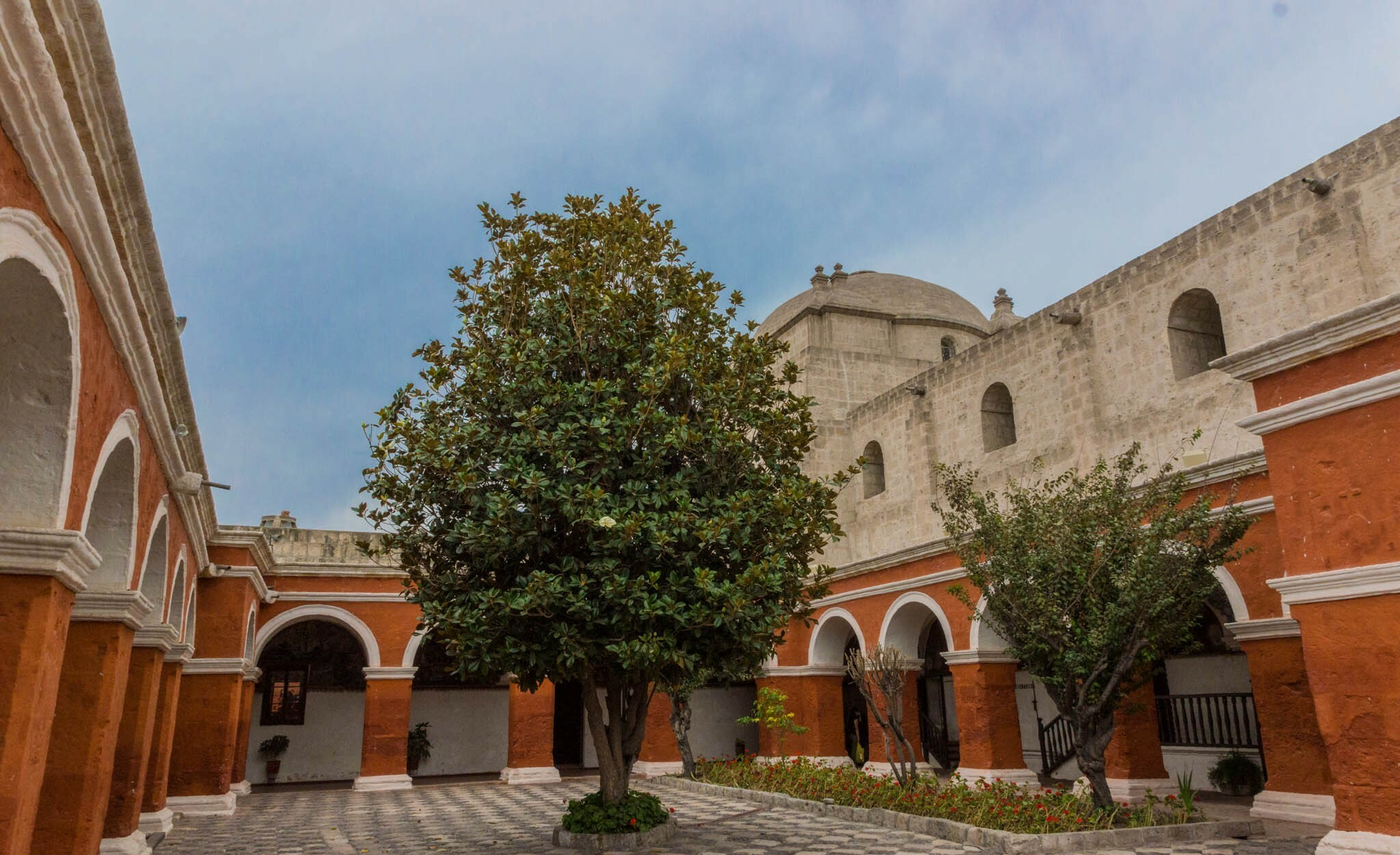
В монастирі Санта-Каталіна.

Монастир Санта-Каталіна-де-Сієна — монастир Другого домініканського ордену, розташований в Арекіпі, Перу.
Монастир входить до Всесвітньої спадщини ЮНЕСКО «Історичний центр міста Арекіпа».

## Місцезнаходження

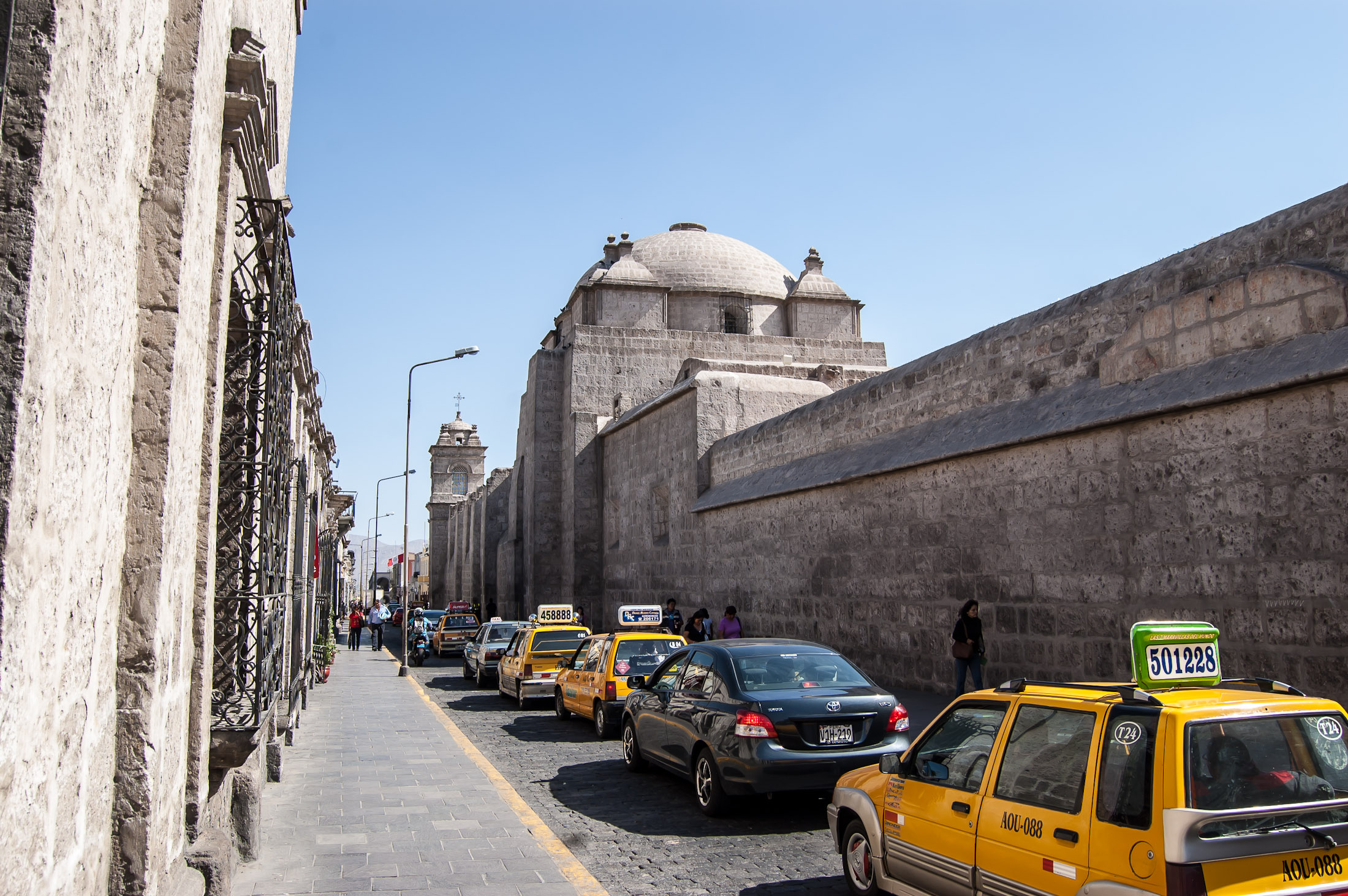
Зовнішня стіна монастиря

Цитадель  розташована на півдні Перу в місті Арекіпа.   Для будівництва використовувався туф. У монастирі є два види туфу: білий туф, який походить з вулкана Чачані, і рожевий з Місті, останньої емблеми міста.
Цитадель площею 20 000 квадратних метрів.
Монастир повністю ізольований від міста, хоч і розташований у його центрі. Велика стіна заввишки 4 метри ізолювала життя жінок, які мешкали в монастирі.

## Історичний огляд

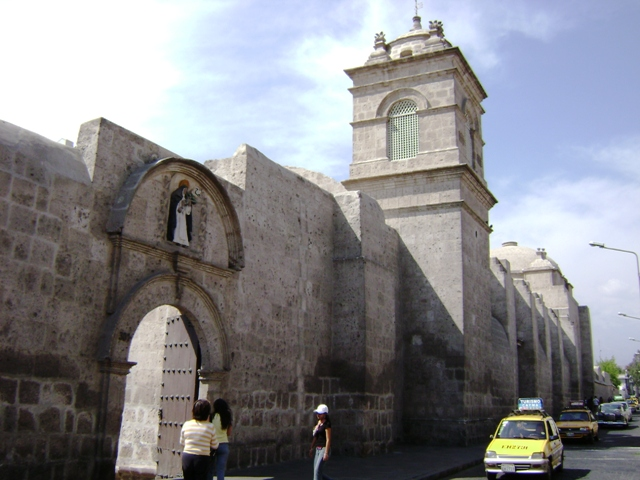
Портал і церква монастиря

Монастир Санта-Каталіна в 1965 році.

Віце-король Франциско де Толедо надав ліцензію на заснування монастиря. Донья Марія де Гусман, вдова Дієго Ернандеса де Мендоси, вирішує усамітнитися в монастирі, що будується, відмовившись від усього свого майна.  Марія де Гусман була  «Першою поселенкою та настоятелькою   монастиря». 2 жовтня 1580 року було завершено будівництво  монастиря, тоді у місті пройшла велика меса, щоб з цього дня прийняти габіт.
Перші споруди були зруйновані в 1600 і 1604 роках внаслідок землетрусів,  тоді громада Санта-Каталіна пережила остаточне відродження, 
У середині XVIII століття в цитаделі було понад 300 жінок у габіті та служниць.Черницями здебільшого ставали жінки, які не мали грошей, щоб зібрати придане.
13 червня 1747 року група з чотирьох черниць з монастиря Санта-Каталіна переїхала до новозбудованого монастиря Санта-Роза і заснувала нову релігійну громаду, яка існує там досі.
Монастир Санта-Каталіна мав багато таємниць до 1970 року, коли  монастир  відкрив свої двері для публіки.  У північній частині комплексу досі живуть черниці.

## Архітектура

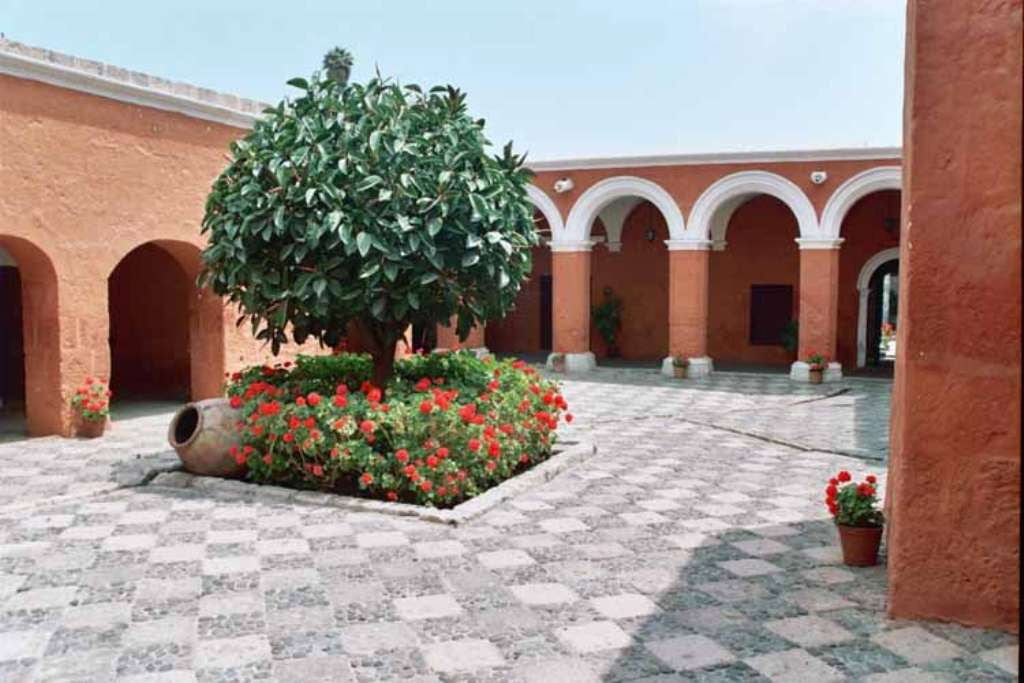
Внутрішній дворик

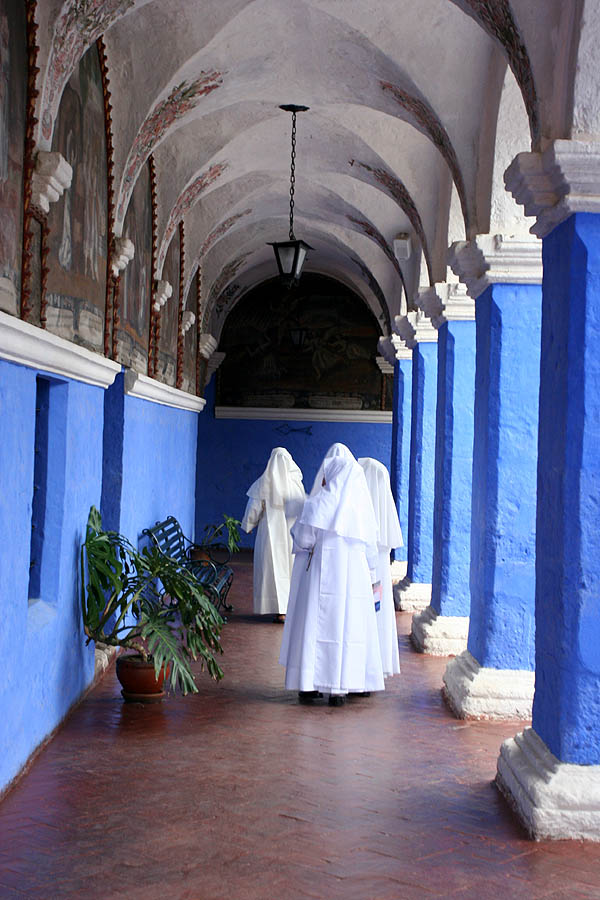
Монастир де лос Наранхос

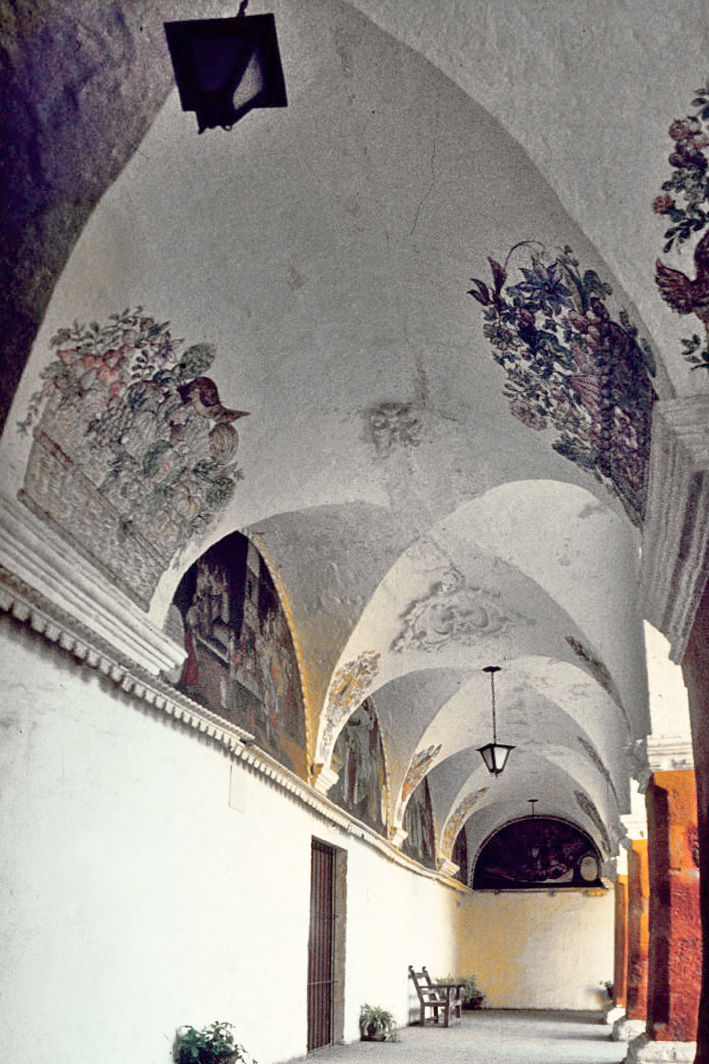
У монастирі

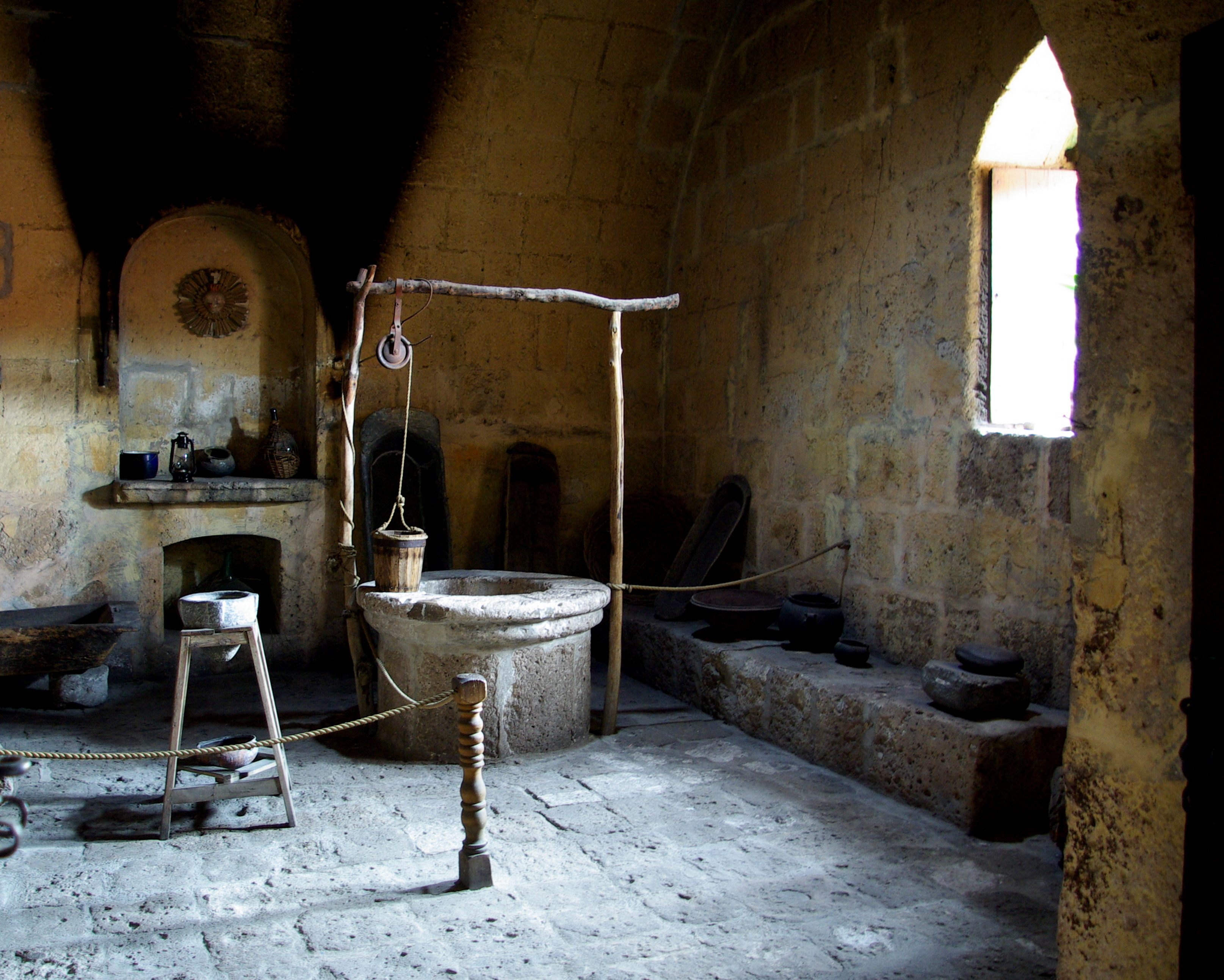
Кухня в монастирі.

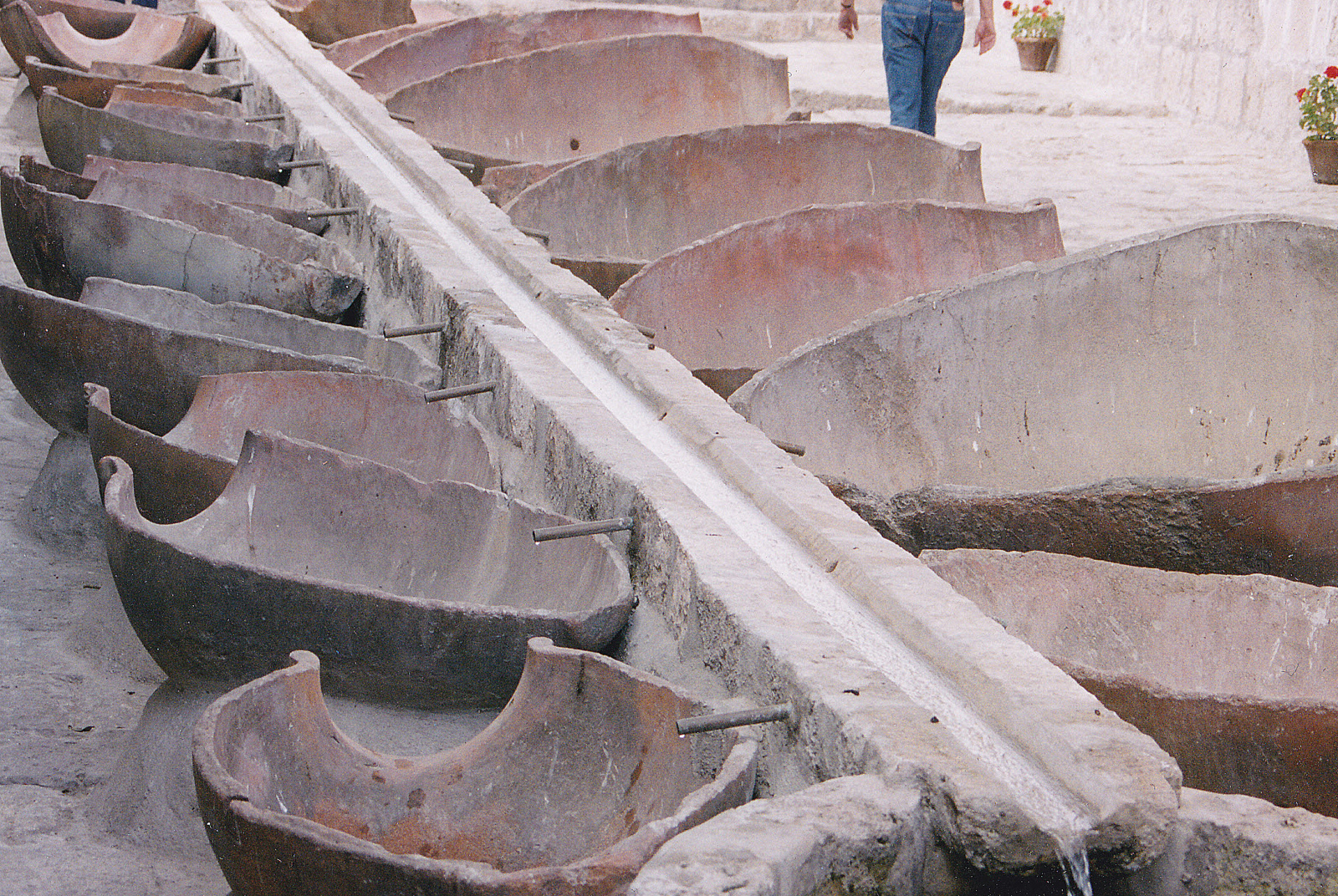
Пральня

Майстри-будівельники  створили летючі контрфорси і конструкцію міцних арок на основі стовпів.
В інтер’єрах куполи та склепінчасті перекриття   розширюють простір і додають відчуття міцності будівель. Каменярі, не маючи належного архітектурного проєкту, піднімали стіни,  внутрішні дворики та портали простого підходу.
У нинішній будівлі зберігаються чудові твори мистецтва: бароковий вівтар з різьбленого та позолоченого  і кілька картин зі школи Куско .
Через постійні землетруси  вирішили побудувати унікальні та приватні келії. Так виникли впорядковані сектори.
- Головний монастир

Побудований між 1715 і 1723 роками, це найбільший монастир у монастирі. З лівого боку розташовано 5 сповідальниць. Навколо нього розташовані 32 колоніальні картини, 23 з яких розповідають про життя Марії та 9 про громадське життя Ісуса.
- Кухня

Кухня привертає  увагу  особливістю середовища, яке повертає нас на століття назад. Її високу купольну стелю було пов’язано з тим, що її використовували як каплицю. Кухня працювала на вугіллі, дровах та інших видах палива, тому всі стіни почорнілі.
- Пральня

Пральня  була побудована в 1770 році, коли Арекіпа забезпечувалася водою через канави. Тут знаходиться  20 напівурн, які є великими глиняними ємностями, що використовувалися для зберігання зерна, кукурудзи або вина. Вода протікала через центральний канал, який відводили до кожної глеки, кладучи камінь, а на дно лотка клали заглушку, яку після промивання видаляли, і вода стікала до підземного каналу, який виносив відходи до річки.
- Дзвіниця

Видатна вежа була побудована в 1748 році   настоятелькою сестрою Каталіною де Сан-Хосе Барреда та єпископом Хуаном Браво де Ріверо. Дзвіниця має чотири дзвони, які виходять на вулиці, що оточують монастир:
- З боку вулиці Санта-Каталіна (на схід ), старий дзвін .
- На вулиці Угарте (на південь ) знаходиться найстаріший дзвін із написом «Santa Catalina Ora Pronobis, 1749».
- На вулиці Болівара (на захід ) стоїть дзвін із написом «RM María de Villegas, 1787».

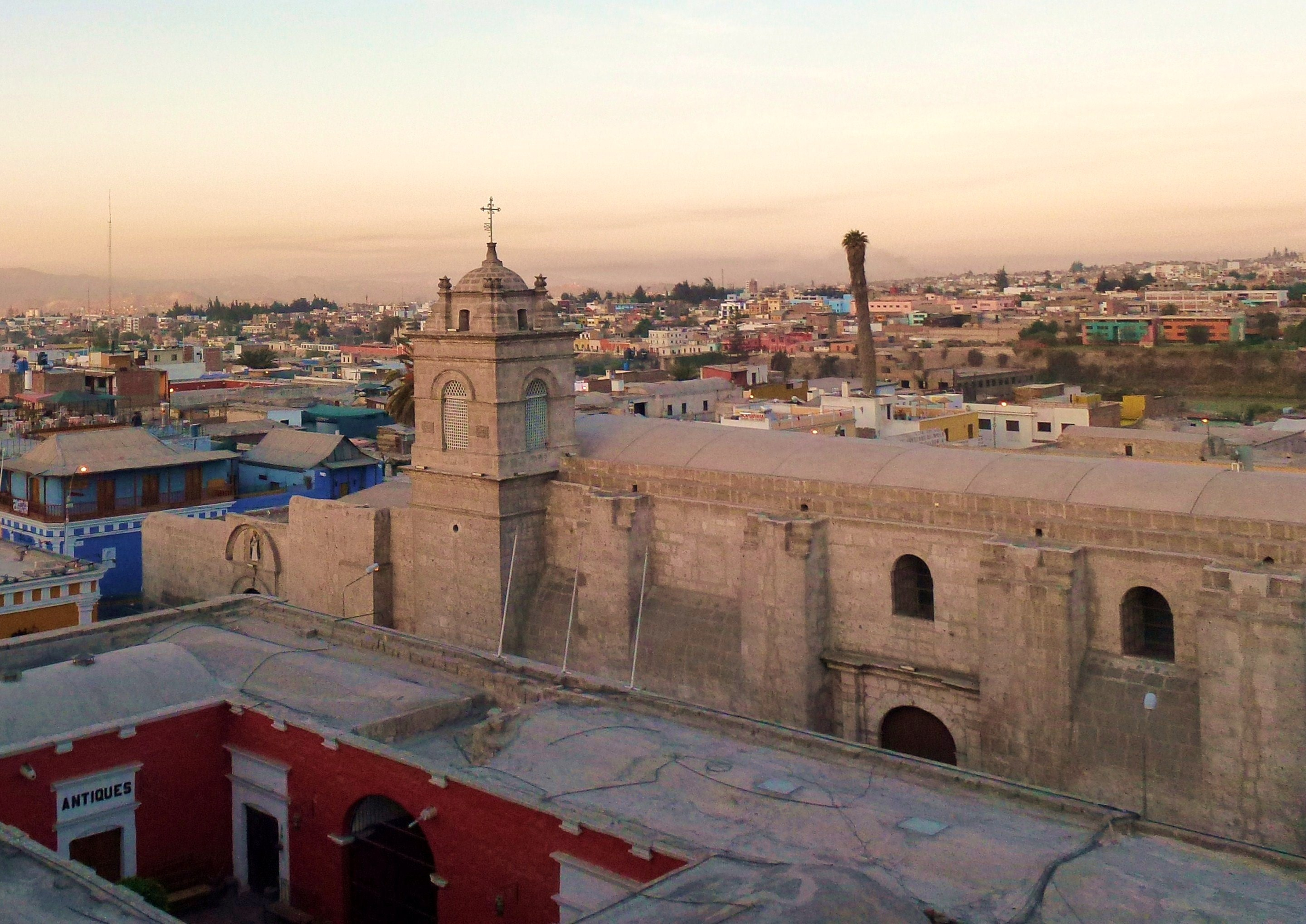
Іглесія.

Красива та стара церква з довгою навою та напівкруглим куполом, яка має конструкції приблизно 1660 року.
Всередині знаходиться монастир блаженної сестри Ани від Ангелів Монтеагудо, яка була беатифікована за  зразкове монашеське життя.

## Галерея
У галереї містяться 400 колоніальних творів мистецтва. Вони виставлені у величній обстановці: дві кімнати з високими склепіннями, розташовані хрестом. Збоку ще один менший склеп завершує архітектурну одиницю 

## В культурі
Монастир Санта-Каталіна описується досить детально в другій половині «Книги людської шкіри » Мікеле Ловріка.

## Галерея

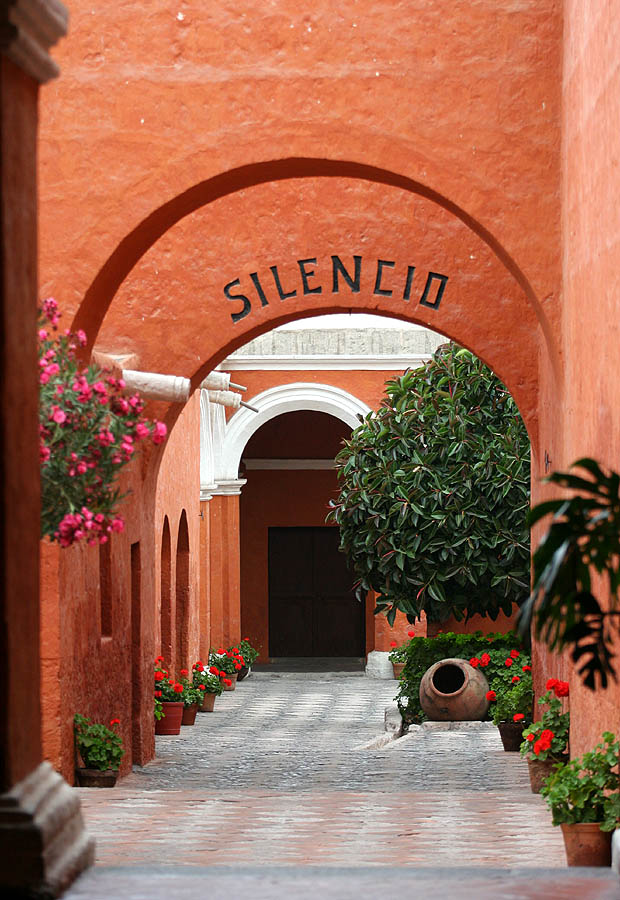
Одна з численних алей на території монастиря.
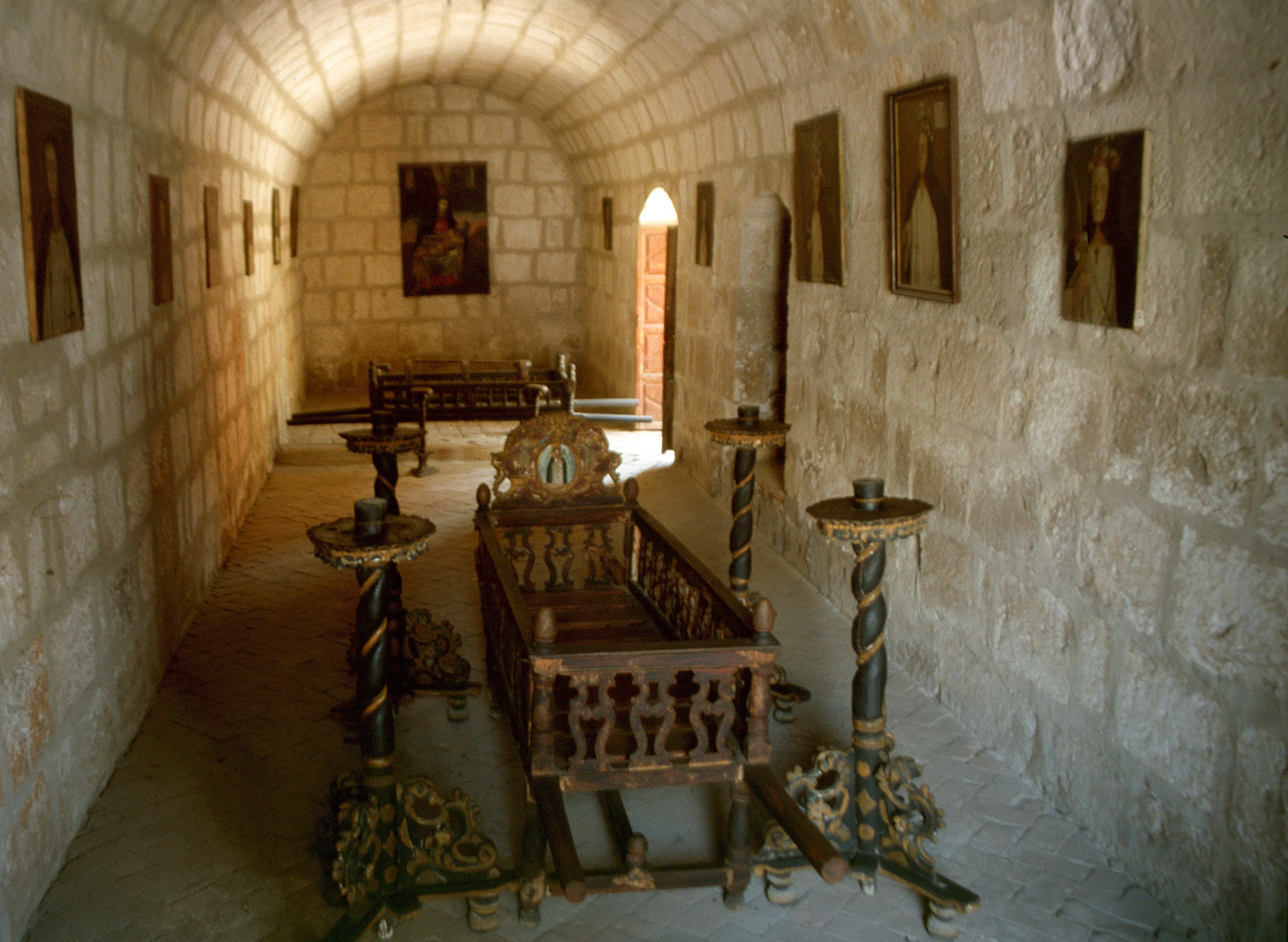
Монастир Санта-Каталіна.
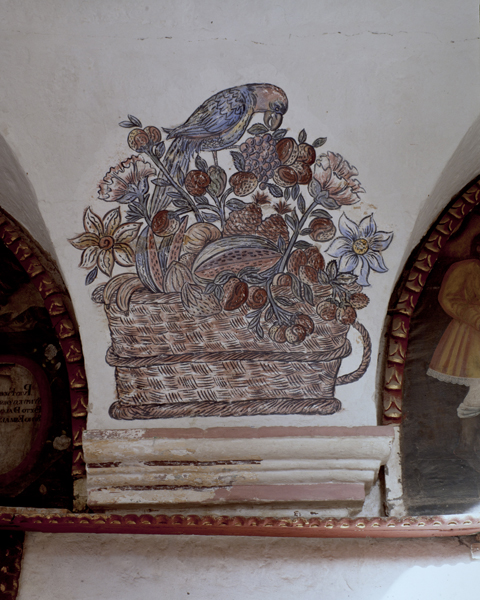
Фрагмент великого монастиря
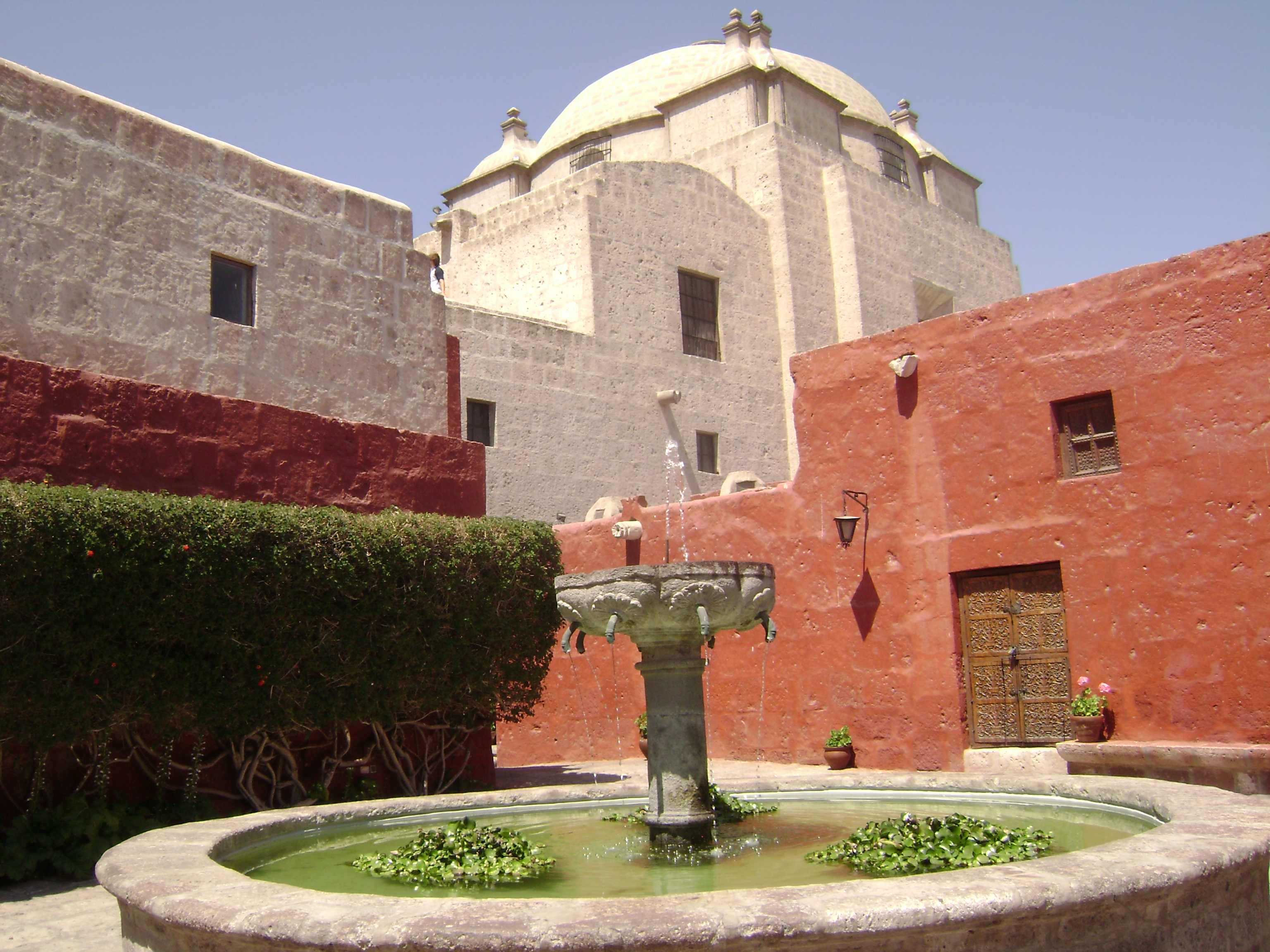
Фонтан у монастирі Санта-Каталіна.
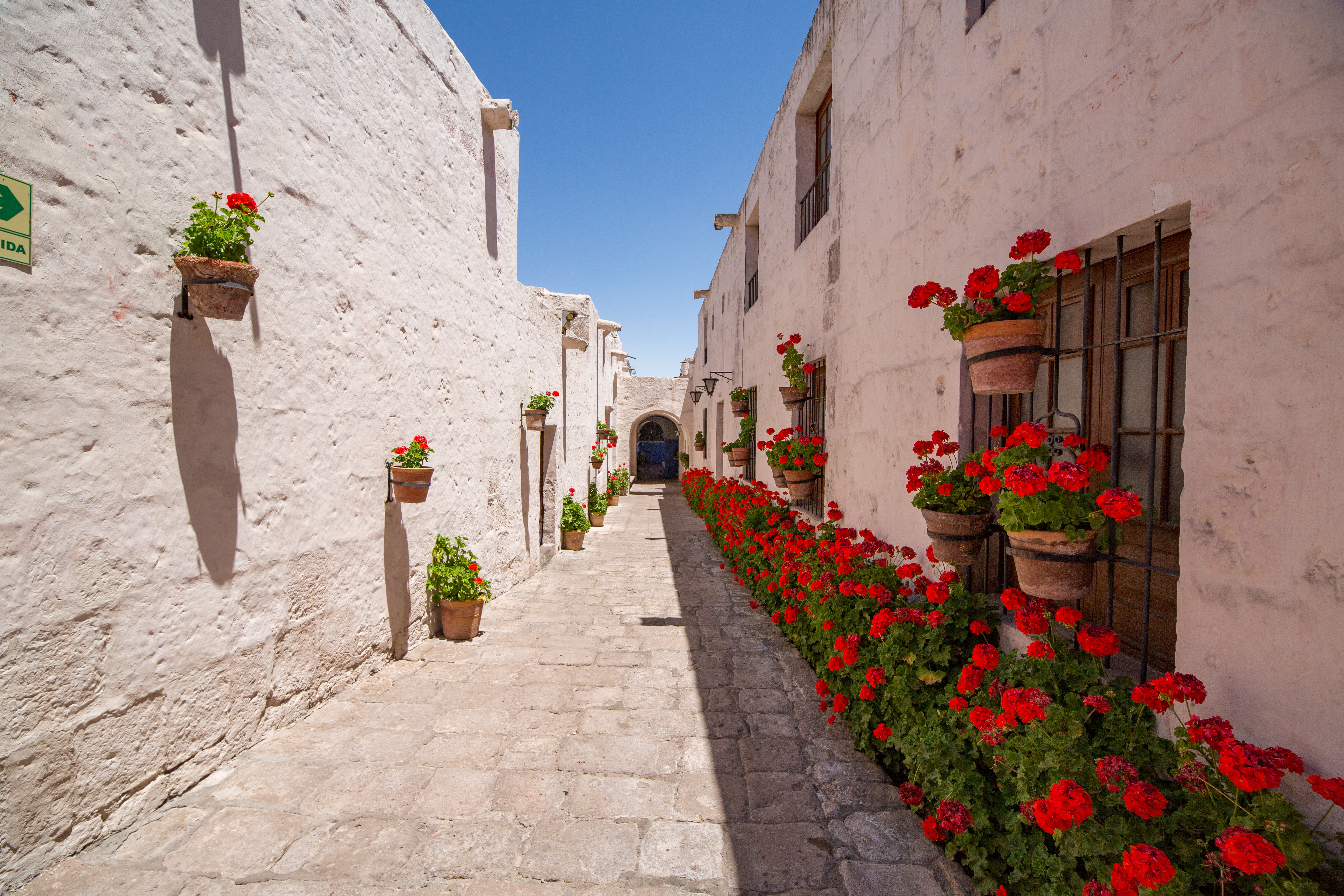
Біла вулиця з червоною геранню в монастирі
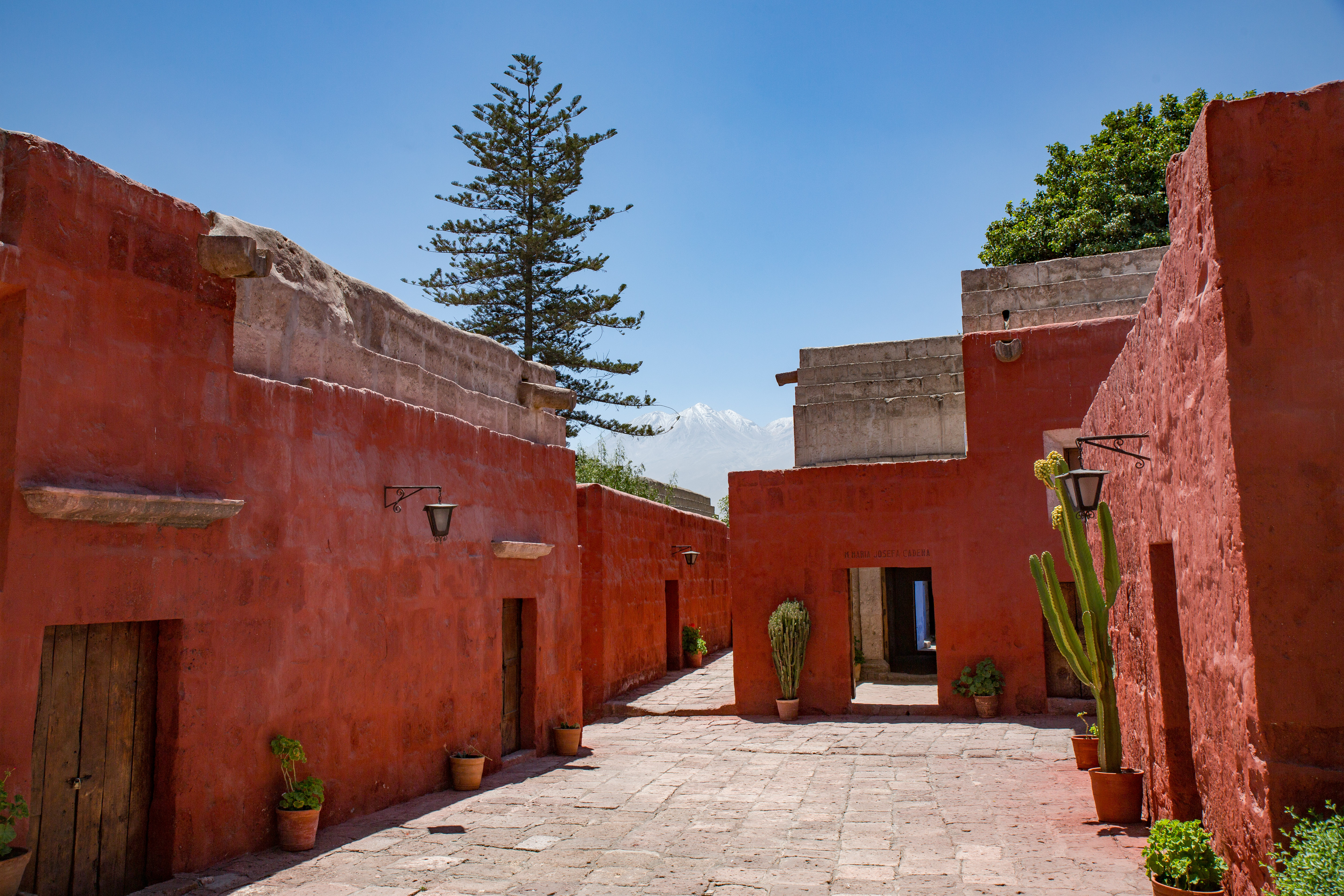
Червона вулиця в монастирі
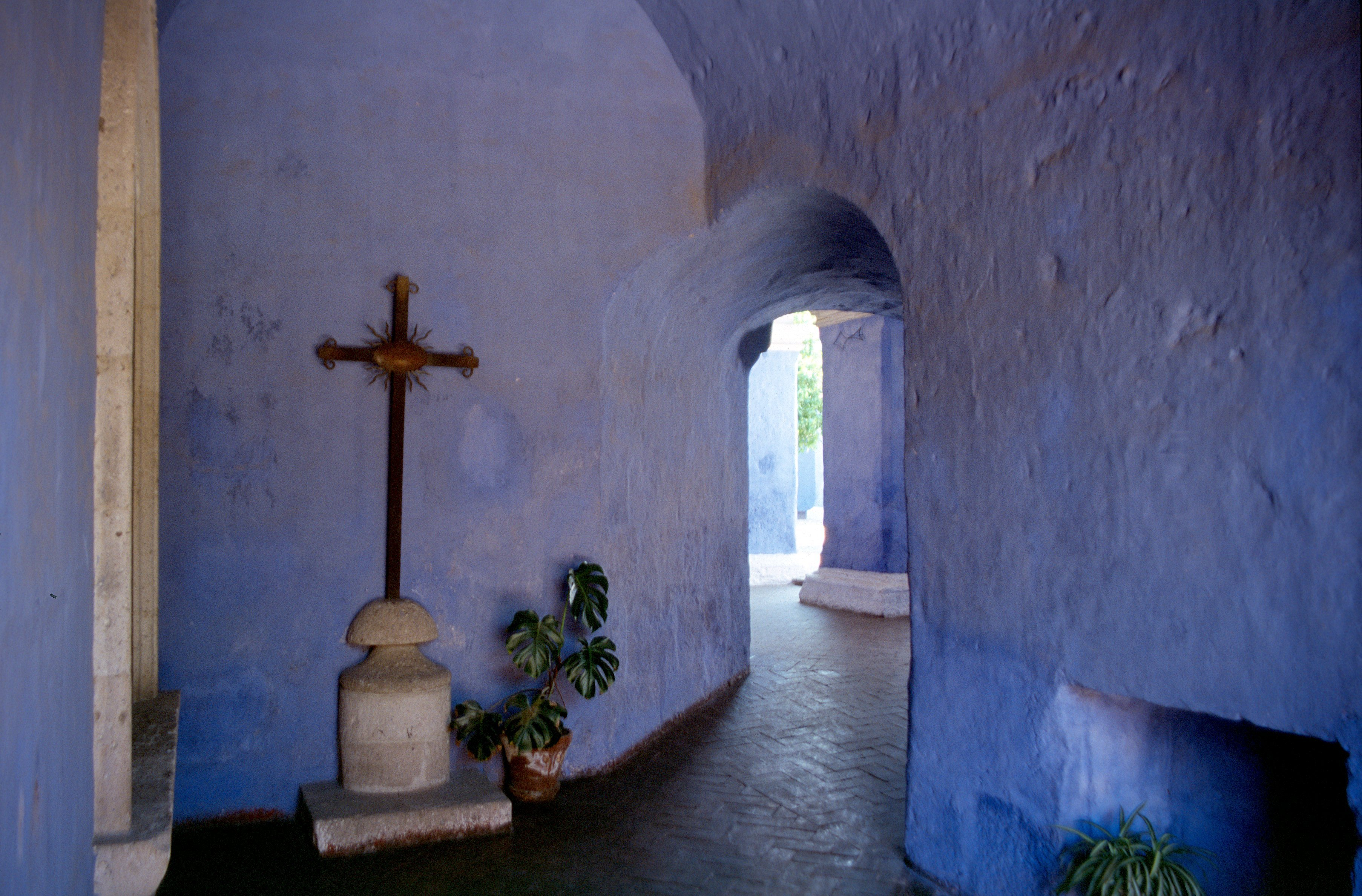
Монастир Санта-Каталіна.
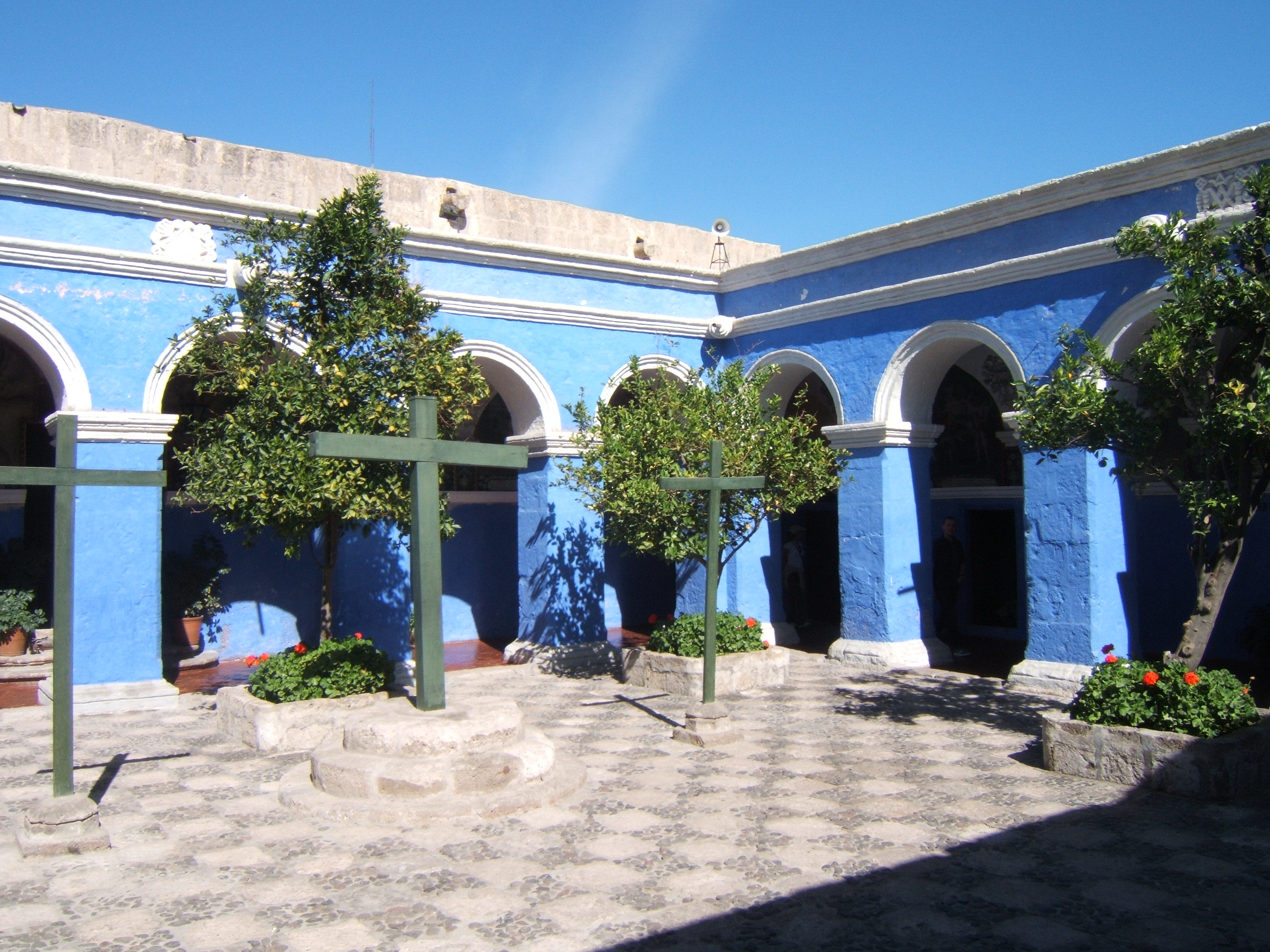
Монастир апельсинових дерев
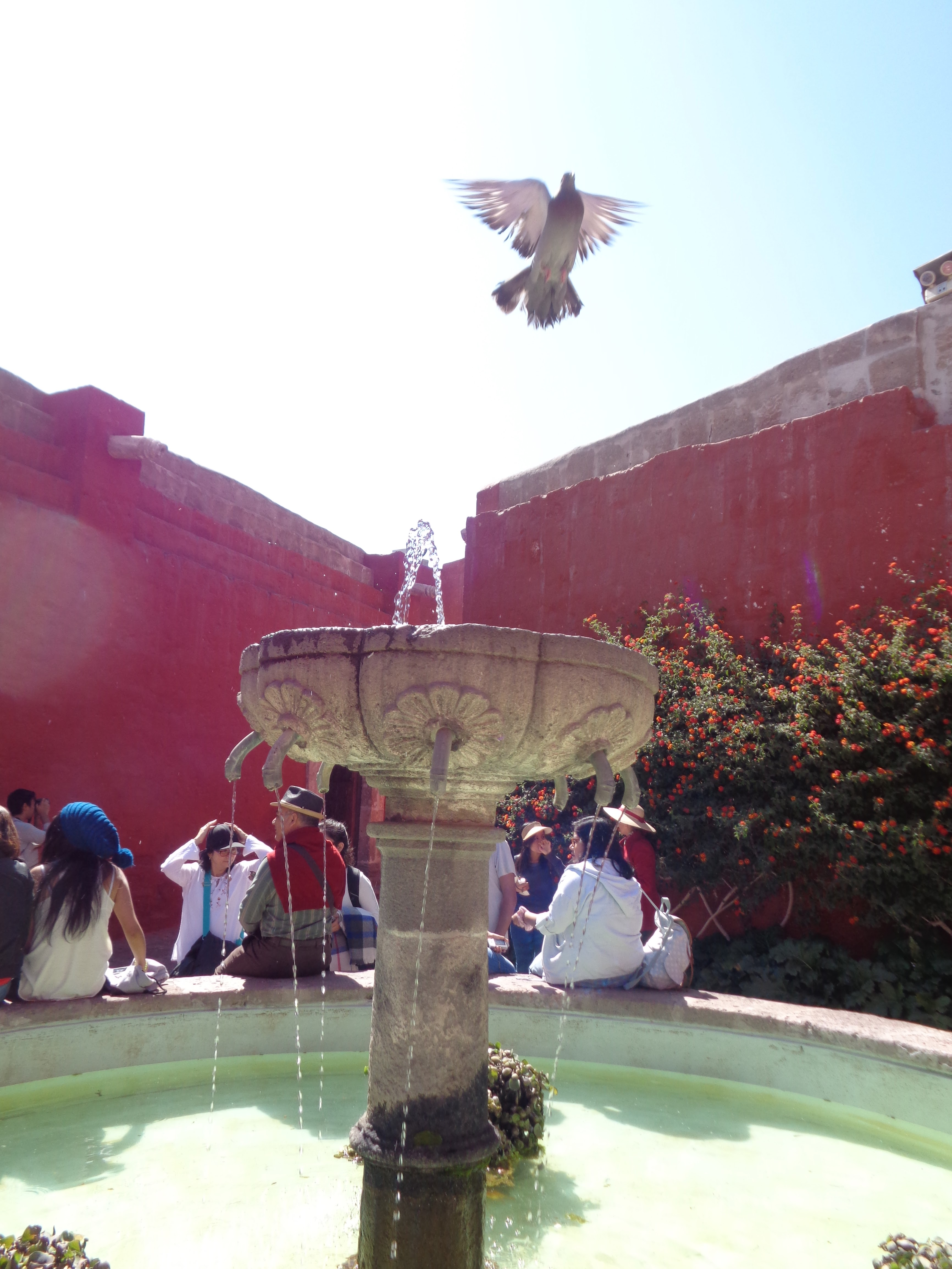
Фонтан монастиря
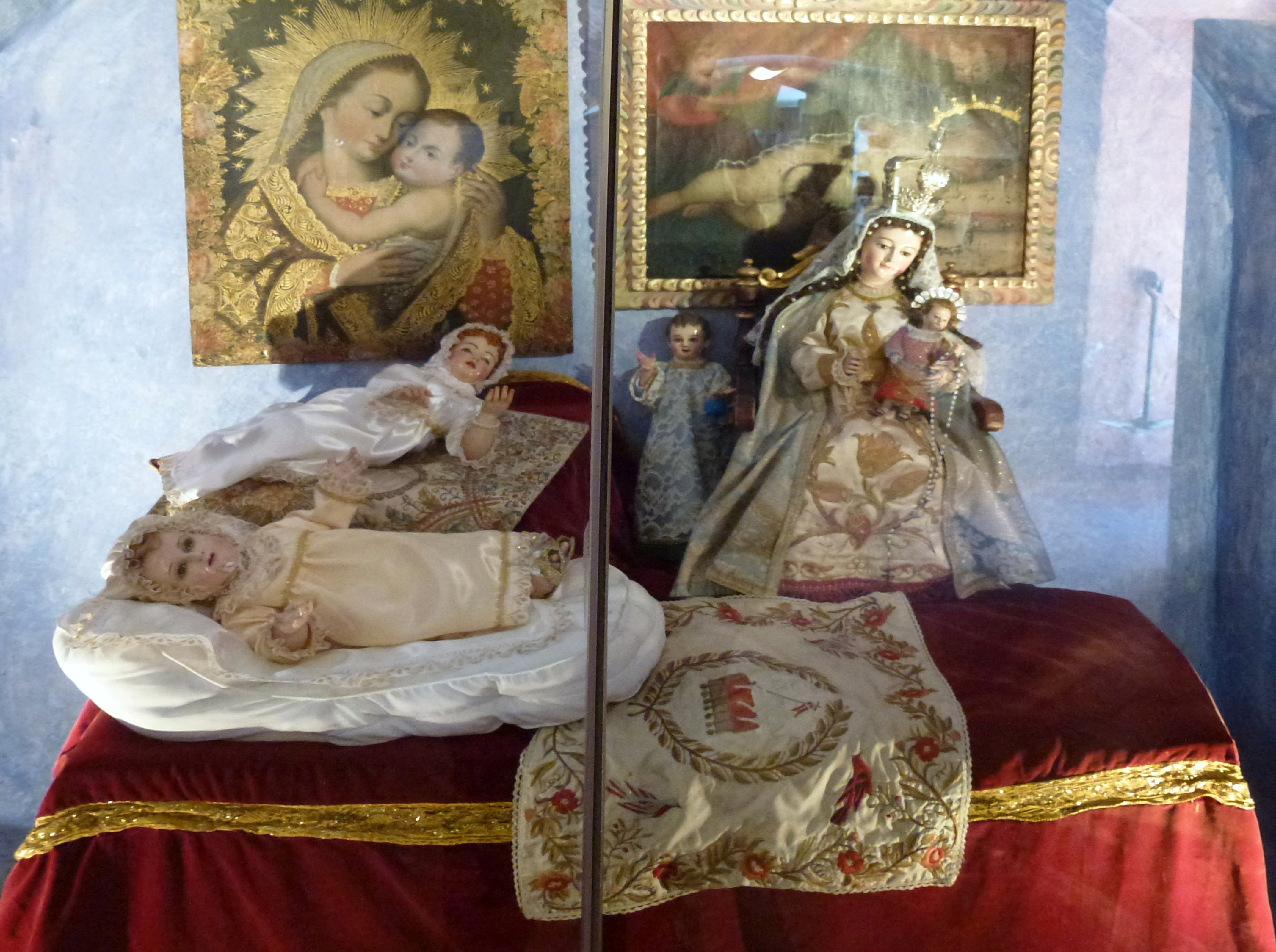
Колоніальний музей